# Ла Росита (Тексас)
Ла Росита (енгл. La Rosita) насељено је место без административног статуса у америчкој савезној држави Тексас.

## Демографија
По попису из 2010. године број становника је 85, што је 1.644 (-95,1%) становника мање него 2000. године.
| Група             | 2000.         | 2010.      |
| Белци             | 13 (0,8%)     | 1 (1,2%)   |
| Афроамериканци    | 0 (0,0%)      | 0 (0,0%)   |
| Азијати           | 0 (0,0%)      | 0 (0,0%)   |
| Хиспаноамериканци | 1.716 (99,2%) | 84 (98,8%) |
| Укупно            | 1.729         | 85         |